# Domenico Guardasoni
Domenico Guardasoni (kolem roku 1731, Modena – 14. června 1806, Vídeň) byl italský operní zpěvák tenorista a impresário působící v Praze.

## Životopis
Guardasoni působil jako zpěvák ve italské divadelní společnosti Giuseppe Bustelliho, poté působil v pražské společnosti Pasquale Bondiniho, později jako ředitel Nosticova divadla a v této funkci byl ve spolupráci s dirigentem Janem Josefem Strobachem impresáriem nejdůležitějších Mozartových děl, včetně druhého pražského představení Figarovy svatby v prosinci 1786, a premiér Dona Giovanniho v říjnu 1787, a La clemenza di Tito v září 1791.